# Douglas Carruthers
Douglas Carruthers, teljes nevén Alexander Douglas Mitchell Carruthers (London, 1882. október 4. – London, 1962. május 23.) brit felfedező és természettudós, a Közel-Kelet 1900-as évekbeli felfedezője.

## Életpályája
Douglas Carruthers 1882. október 4-én született Londonban, a holbrooki származású William Mitchell Carruthers tiszteletes fiaként. Tanulmányait Kelet Indiai Társaság főiskoláján, a Haileybury College-ban és a cambridge-i Trinity College-ban végezte. Később a Királyi Földrajzi Társaságban dolgozott több ember titkáraként, majd földmérési képzésen vett részt, emellett pedig szakértő preparátor lett.
Carruthers részt vett a British Museum 1905-1906-os, a kongói Rwenzori-hegységbe irányuló expedícióján, ahonnan madarakból és emlősökből küldött haza példányokat. 1910-ben csatlakozott John H. Miller és Morgan Philips Price Külső-Mongólia sivatagjába vezetett expedíciójához. 1913-ban két kötetet publikált az ismeretlen Mongóliáról.
1915-ben Carruthers a londoni Hanover téri Szent György-plébánia templomában feleségül vette Mary Morrison Hill Trevort, aki 1948-ban elhalálozott. Még ugyanazon év szeptember 3-án Carruthers újból megnősült, Rosemary Arden Clay-t véve feleségül.
Londonban hunyt el 1962. május 23-án, 79 éves korában. Halálakor iratait a londoni Királyi Földrajzi Társaságban helyezték el. Gyermekei nem születtek.

## Bibliográfia
- Unknown Mongolia: a record of travel and exploration in north-west Mongolia and Dzungaria, írta J. H. Miller, előszó Earl Curzon of Kedleston, 1914.
- The desert route to India: being the journals of four travellers by the Great Desert Caravan Route between Aleppo and Basra, 1745–1751, 1929
- Notes on the Maps Illustrating the Exploration in Mongolia and Dzungaria, 1913
- Notes on the Journey to the Arpa and Ak-Sai Plateaus in Russian Turkestan-&-Neve, Arthur the Ranges of the Karakoram, 1910